# Los judíos de patria española
Los judíos de patria española es un cortometraje de carácter documental producido por Ernesto Giménez Caballero.

## Descripción
Este documental, dirigido por Ernesto Giménez Caballero y datado según la fuente en 1929 o 1931, recorre el legado judío en España y señala diversas figuras del filosefardismo en dicho país, para continuar presentando los restos de la diáspora sefardí en diversos países del este y centro de Europa. Se trata de una obra muda y forma parte de una serie de documentales de carácter «socioetnográfico» que realizó Giménez Caballero en aquellos años.
Cuenta con breves apariciones, entre otros, de Haim Bejarano, Kalmi Baruh, Ramón Menéndez Pidal, Lorenzo Luzuriaga, Manuel L. Ortega, Ángel Pulido, Fernando de los Ríos y Samuel Ros.

## Bibliográfica
- Friedman, Michal Rose (2012). «Recovering Jewish Spain: Politics, Historiography and Institutionalization of the Jewish Past in Spain (1845-1935)». Columbia University. doi:10.7916/d87087hv. Consultado el 25 de marzo de 2019.
- Gesser, Silvina Schammah (2007). «La imagen de Sefarad y los judíos españoles en los orígenes vanguardistas».  En Raanan Rein, ed. España e Israel veinte años después. Librería-Editorial Dykinson. pp. 67-88. ISBN 978-84-9849-046-6.
- Larraz, Emmanuel (1999). «Cinéma et mémoire: Judíos de patria española (1929) d´Ernesto Giménez Caballero». Hispanística XX (17): 155-170. ISSN 0765-5681.
- Ortega Gálvez, María Luisa (2013). «Realismo, documental y educación ciudadana en España». Cahiers de civilisation espagnole contemporaine. De 1808 au temps présent (11). ISSN 1957-7761. doi:10.4000/ccec.4857.